# Femme Fatale Tour
A Femme Fatale Tour Britney Spears amerikai énekesnő hatodik koncertkörútja, mellyel Femme Fatale című albumát népszerűsíti. Zaldy Golco ruhatervező készítette a kosztümöket a turnéhoz. A show-t a végzet híres asszonyai ihlették, az énekesnő többször "cserél" személyiséget az előadás során. 2011 júliusában bejelentette, hogy olyan dél-amerikai városokba is ellátogat, ahol még nem, vagy már nagyon régen lépett fel.
A show öt részre tagolódik, melyben Spears egy titkosügynök, akit zaklatója üldöz. Az első részben megszökik a börtönből, női társaival együtt. A másodikban pörgős dance dalok hallhatóak, a végén egy Marilyn Monroe inspirálta jelenettel. A show harmadik részét Egyiptom ihlette, tűzijátékkal és akrobatikával. A negyedik szegmensben látványos koreográfia és motorbicikli jelenik meg. A ráadás videóval kezdődik, majd Spears megküzd egy csapat nindzsával. A Femme Fatale turnét a kritikusok vegyesen fogadták. Többen dicsérték Spears előadását és eddigi legjobb koncertjeként méltatták, míg mások kritizálták jelenlegi tánctudása és az interaktivitás hiánya miatt.
Miután a szervező Live Nation szerződött a Groupon céggel, jegyek ezreit adták el jelentős kedvezménnyel. A Femme Fatale Tour 6,2 millió dolláros bevételre tett szert az első tíz koncert során, mellyel felkerül a Pollstar Top 100 Észak-Amerikai turnéinak listájára. Az augusztus 13-14-i torontói koncertek során felvételre került a turné DVD, mely az amerikai Epix televíziós csatornán kerül vetítésre.
Az énekesnő második alkalommal látogat el Magyarországra, 2011. szeptember 30-án.

## Háttér
Spears egy Ryan Seacrest interjúban árulta el, hogy turnéja valamikor 2011 nyarán kezdődik. Az első 26 észak-amerikai állomást 2011. március 29-én hirdették meg. A turnén eredetileg Enrique Iglesias is fellépett volna, de rögtön visszamondták. Iglesias visszalépése után Spears Nicki Minaj-t jelentette be, mint nyitó előadót. 2011 márciusában Spears managere Larry Rudolf poszt-apokaliptikus hangulatúnak jellemezte a show-t és hozzátette, hogy a Till the World Ends szolgált alapötletként. Az énekesnő Harper's Bazaar-nak adott interjújában elmondta, hogy úgy érzi: "ez lesz életem eddigi legjobb koncertje".

## A show menete

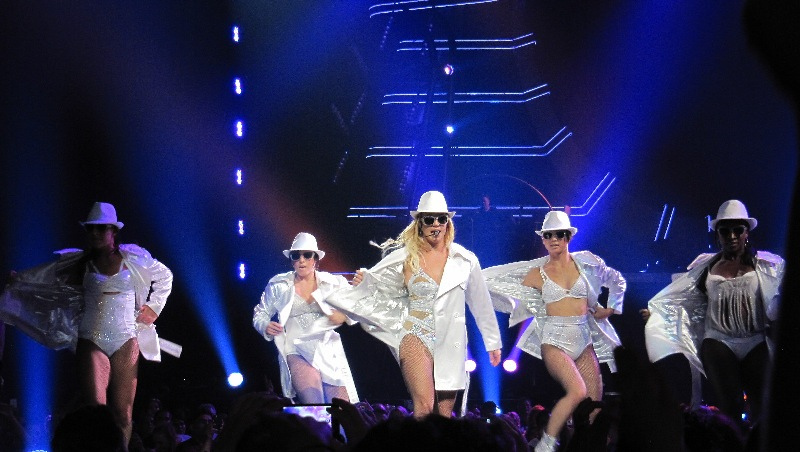
Spears és táncosai a "3" előadása közben.

Miután a neonfényű "Femme Fatale" felirat felemelkedik a színpadról, a show egy videóbejátszással kezdődik, amelyben Spears-t hosszú hajsza után letartóztatják. A híres "I'm not that innocent" mondat után a kivetítő fal kinyílik, mögötte megjelenik az énekesnő egy fém trónon, ezüst fellépőruhában, hogy előadja a "Hold It Against Me"-t. A hozzá csatlakozó táncosok ruhája szintén ezüst és fehér színű. Az "Up n Down" során Spears és táncosai ketrecekben táncolnak, a férfi táncosok rendőrruhába öltözve. A "3" előadásához végigsétál a kifutón a B színpadhoz, ahol magára ölt egy viharkabátot, kiegészítve egy szatén kalappal. Ezután a "Piece of Me" következik, melynek során felemelkedik a színpadról egy lift segítségével. Újabb videó során láthatjuk, amint zaklatója felfedezi, hogy az énekesnő egy titkosügynök. A show újabb részében Spears rózsaszín latexben és csipkés kabátban lép elő egy hangfalból, hogy előadja a "Big Fat Bass"-t, mialatt a közreműködő will.i.am is megjelenik a kivetítőn. A "How I Roll" közben leveszi a kabátot, mely alatt egy testszínű dressz-t visel. A dal előadásának része egy rózsaszín Mini Cooper autó. Ezt követően az énekesnő és táncosai kiválasztanak egy férfi nézőt a közönségből és a "Lace and Leather"-t neki adja elő, érzéki tánccal fűszerezve. Egy újabb átöltözés után Spears előadja az "If U Seek Amy" című dalt, hosszú fehér szoknyában egy ventilátor előtt, mely Marilyn Monroe ikonikus Hétévi vágyakozás filmbéli jelenetét idézi.
A következő videó során a zaklató a végzet híres asszonyairól beszél, ezzel elkezdődik a show harmadik része. Spears aranyszínű ruhában visszatér a színpadra, a "Gimme More" egyiptomi stílusú feldolgozásával, melyhez látványos gálya és tűzíjáték tartozik. A "(Drop Dead) Beautiful" során táncosai képkeretekkel veszik körbe. A "He About to Lose Me"-t a B színpadon egy lila kanapén adja elő. Ruháját egy aranyszínű köpennyel egészíti ki, a "Boys" "kígyót bűvölő" előadása során. A "Don’t Let Me Be the Last to Know" során egy hintában ül, míg egy akrobata lebeg körülötte. Újabb videó során az énekesnő látható, amint átöltözik és különböző útlevelek között válogat egy hotelszobában. A show utolsó részében Spears és táncosai motorbicikliken előadják a "…Baby One More Time" és az S&M dalok egyvelegét, ezután a B színpadon következik a "Trouble for Me".

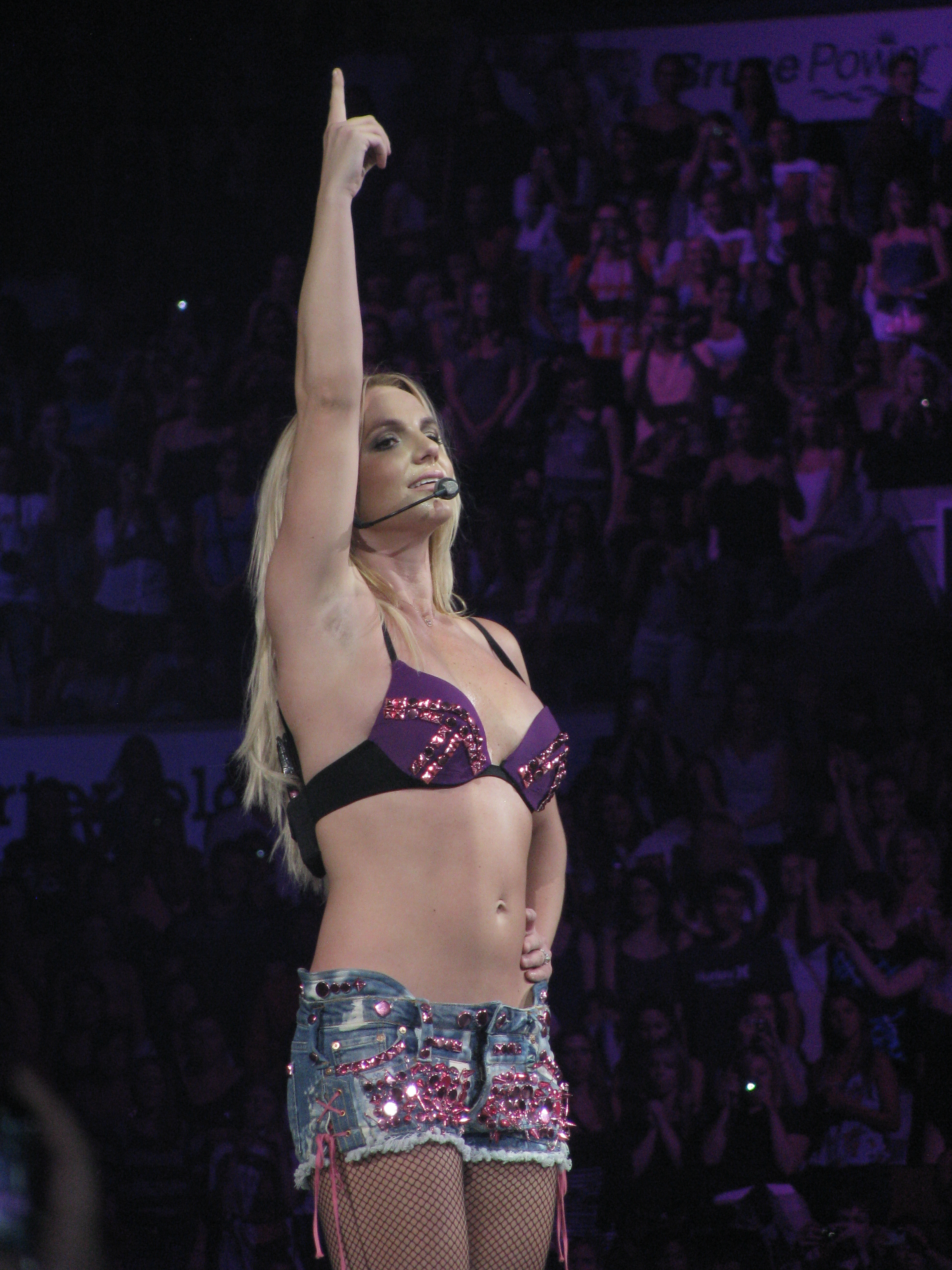
Britney a „Womanizer” alatt.

Táncosaival előadja az „I’m a Slave 4 U”-t, a kivetítőn aláfestő homoerotikus jelenetekkel, majd Madonna „Burning Up”-ja következik egy hatalmas ezüst gitár tetején. Az „I Wanna Go” során számos rajongót felhív a színpadra, hogy együtt táncoljanak. A „Womanizer” a B színpadon adja elő, mely során elköszön a közönségtől. A ráadás egy videóval kezdődik, mely során Spears elkapja a zaklatóját, miközben egy kimonót visel. A színpadon előadja a „Toxic” harcművészetek által inspirált verzióját, mely során leküzd egy csapat nindzsát. A dal végén eltűnik a színpad alatt, hogy csillogó fekete miniruhában térjen vissza az utolsó dalhoz. A „Till the World Ends” előadásának során Nicki Minaj jelenik meg a kivetítőn, elrappelve saját versszakát a dal Femme Fatale remixében. Az énekesnő eközben felmegy a színpadra tolt magasfeszültségű tornyot idéző szerkezetre. Pirotechnika elemekkel övezve Spears ismét a levegőbe emelkedik a tornyon levő lift segítségével, melynek angyalszárnyai kinyílnak az aréna közönsége fölött. A lift a B színpadon ér földet, ahol Spears és táncosai elköszönnek, majd konfettieső zúdul a közönségre, végül pedig leereszkedik a világító "Femme Fatale" felirat.

## Felvételek
2011 augusztusában Spears Twitter-en keresztül jelentette be, hogy a turné DVD a torontói Air Canada Center-ben kerül felvételre. A show novemberben került adásba az amerikai Epix televíziós csatornán.

## Nyitó előadók
- Jessie and the Toy Boys (Észak-Amerika) (bizonyos koncerteken)
- Nervo (Észak-Amerika) (bizonyos koncerteken)
- DJ Pauly D (Észak-Amerika) (bizonyos koncerteken)
- Joe Jonas (East Rutherford) (Európa) (bizonyos koncerteken)
- Destinee & Paris (Észak-Amerika, Európa) (bizonyos koncerteken)

Magyarországon:
- Karmatronic
- Destinee & Paris

## Dallista
1. "Hold It Against Me"
2. "Up n' Down"
3. "3"
4. "Piece of Me"
5. "Big Fat Bass"
6. "How I Roll"
7. "Lace and Leather"
8. "If U Seek Amy"
9. "Gimme More" (részleteket tartalmaz a "Get Naked (I Got a Plan)" című dalból)
10. "(Drop Dead) Beautiful"
11. "He About to Lose Me"
12. "Boys"
13. "Don’t Let Me Be the Last to Know"
14. "…Baby One More Time" / "S&M" (remix)
15. "Trouble for Me"
16. „I’m a Slave 4 U”
17. "Burning Up" (Madonna feldolgozás)
18. "I Wanna Go"
19. "Womanizer" (részleteket tartalmaz a Jason Nevins-féle club remixből)

Ráadás
1. "Toxic" (részleteket tartalmaz a Peter Rauhofer-féle Reconstruction Mix-ből)
2. "Till the World Ends" (részleteket tartalmaz a The Femme Fatale Remix-ből)

## További tudnivalók

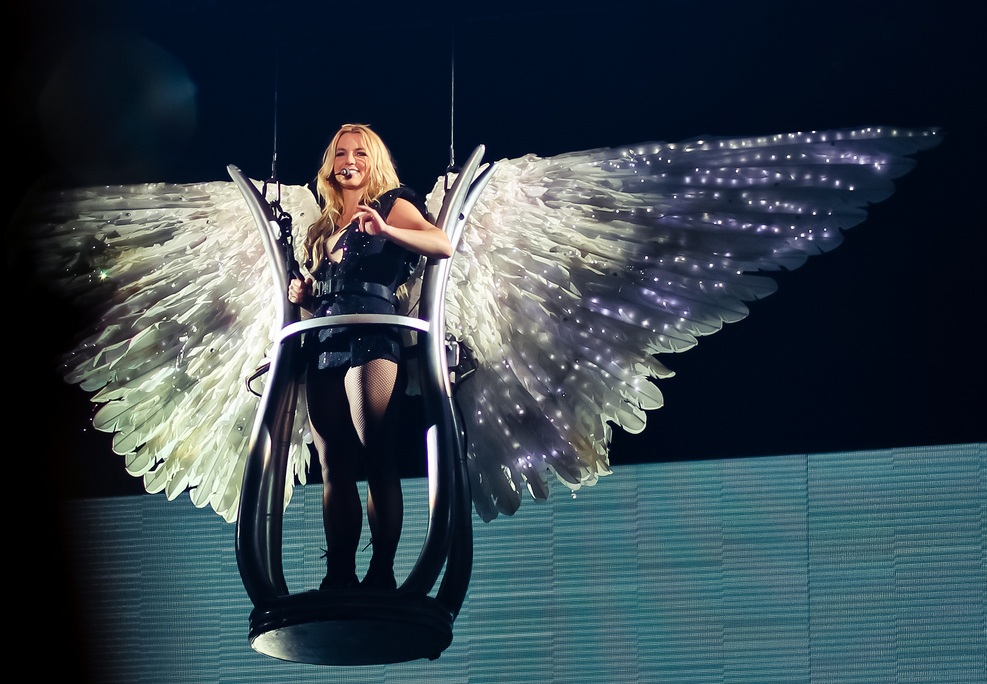
Britney a "Till the World Ends" előadása közben.

- A turné bizonyos állomásain a "(Drop Dead) Beautiful" során Sabi is csatlakozott az énekesnőhöz.
- A turné bizonyos állomásain a "Till the World Ends" során Nicki Minaj is csatlakozott az énekesnőhöz.
- 2011. augusztus 2-án, Uniondale-ben, Kanye West csatlakozott Nicki Minaj-hoz a "Monster" előadása közben.
- 2011. augusztus 13-án, Toronto-ban, Drake csatlakozott Nicki Minaj-hoz a "Moment 4 Life" előadása közben.

### Változások
- A "He About to Lose Me" és a "Burning Up" lekerült a dallistáról.
- Az augusztus 14-i torontói koncert után a kifutó és a B színpad már nem része a shownak.

## A turné állomásai
| Észak-Amerika        |                 |                       |                                          |
| 2011. június 16.     | Sacramento      | Egyesült Államok      | Power Balance Pavilion                   |
| 2011. június 18.     | San Jose        | Egyesült Államok      | HP Pavilion at San Jose                  |
| 2011. június 20.     | Los Angeles     | Egyesült Államok      | Staples Center                           |
| 2011. június 22.     | Glendale        | Egyesült Államok      | Jobing.com Arena                         |
| 2011. június 24.     | Anaheim         | Egyesült Államok      | Honda Center                             |
| 2011. június 25.     | Las Vegas       | Egyesült Államok      | MGM Grand Garden Arena                   |
| 2011. június 28.     | Portland        | Egyesült Államok      | Rose Garden                              |
| 2011. június 29.     | Tacoma          | Egyesült Államok      | Tacoma Dome                              |
| 2011. július 1.      | Vancouver       | Kanada                | Rogers Arena                             |
| 2011. július 4.      | Winnipeg        | Kanada                | MTS Centre                               |
| 2011. július 6.      | St. Paul        | Egyesült Államok      | Xcel Energy Center                       |
| 2011. július 8.      | Chicago         | Egyesült Államok      | United Center                            |
| 2011. július 9.      | Milwaukee       | Egyesült Államok      | Marcus Amphitheater                      |
| 2011. július 12.     | Dallas          | Egyesült Államok      | American Airlines Center                 |
| 2011. július 13.     | Houston         | Egyesült Államok      | Toyota Center                            |
| 2011. július 15.     | New Orleans     | Egyesült Államok      | New Orleans Arena                        |
| 2011. július 17.     | Atlanta         | Egyesült Államok      | Philips Arena                            |
| 2011. július 18.     | Nashville       | Egyesült Államok      | Bridgestone Arena                        |
| 2011. július 20.     | Orlando         | Egyesült Államok      | Amway Center                             |
| 2011. július 22.     | Miami           | Egyesült Államok      | American Airlines Arena                  |
| 2011. július 23.     | Jacksonville    | Egyesült Államok      | Jacksonville Veterans Memorial Arena     |
| 2011. július 26.     | Cleveland       | Egyesült Államok      | Quicken Loans Arena                      |
| 2011. július 28.     | Detroit         | Egyesült Államok      | The Palace of Auburn Hills               |
| 2011. július 30.     | Philadelphia    | Egyesült Államok      | Wells Fargo Center                       |
| 2011. július 31.     | Washington      | Egyesült Államok      | Verizon Center                           |
| 2011. augusztus 2.   | Uniondale       | Egyesült Államok      | Nassau Veterans Memorial Coliseum        |
| 2011. augusztus 5.   | East Rutherford | Egyesült Államok      | Izod Center                              |
| 2011. augusztus 6.   | Atlantic City   | Egyesült Államok      | Boardwalk Hall                           |
| 2011. augusztus 8.   | Boston          | Egyesült Államok      | TD Garden                                |
| 2011. augusztus 9.   | Hartford        | Egyesült Államok      | XL Center                                |
| 2011. augusztus 11.  | Montréal        | Kanada                | Bell Centre                              |
| 2011. augusztus 13.  | Toronto         | Kanada                | Air Canada Centre                        |
| 2011. augusztus 14.  | Toronto         | Kanada                | Air Canada Centre                        |
| 2011. augusztus 17.  | Grand Rapids    | Egyesült Államok      | Van Andel Arena                          |
| 2011. augusztus 19.  | Pittsburgh      | Egyesült Államok      | Consol Energy Center                     |
| 2011. augusztus 20.  | Columbus        | Egyesült Államok      | Nationwide Arena                         |
| 2011. augusztus 22.  | Indianapolis    | Egyesült Államok      | Conseco Fieldhouse                       |
| 2011. augusztus 24.  | Charlotte       | Egyesült Államok      | Time Warner Cable Arena                  |
| 2011. augusztus 25.  | Raleigh         | Egyesült Államok      | RBC Center                               |
| Európa               |                 |                       |                                          |
| 2011. szeptember 22. | Szentpétervár   | Oroszország           | Ice Palace                               |
| 2011. szeptember 24. | Moszkva         | Oroszország           | Olimpiisky                               |
| 2011. szeptember 27. | Kijev           | Ukrajna               | Palace of Sports                         |
| 2011. szeptember 30. | Budapest        | Magyarország          | Papp László Budapest Sportaréna          |
| 2011. október 1.     | Zágráb          | Horvátország          | Arena Zagreb                             |
| 2011. október 3.     | Zürich          | Svájc                 | Hallenstadion                            |
| 2011. október 5.     | Metz            | Franciaország         | Galaxie Amnéville                        |
| 2011. október 6.     | Párizs          | Franciaország         | Palais Omnisports de Paris-Bercy         |
| 2011. október 8.     | Antwerpen       | Belgium               | Sportpaleis                              |
| 2011. október 10.    | Herning         | Dánia                 | Jyske Bank Boxen                         |
| 2011. október 11.    | Malmö           | Svédország            | Malmö Arena                              |
| 2011. október 14.    | Helsinki        | Finnország            | Hartwall Arena                           |
| 2011. október 16.    | Stockholm       | Svédország            | Ericsson Globe                           |
| 2011. október 18.    | Köln            | Németország           | Lanxess Arena                            |
| 2011. október 19.    | Rotterdam       | Hollandia             | Ahoy Rotterdam                           |
| 2011. október 21.    | Montpellier     | Franciaország         | Arena Montpellier                        |
| 2011. október 24.    | Dublin          | Írország              | The O2 Dublin                            |
| 2011. október 25.    | Belfast         | Észak-Írország        | Odyssey Arena                            |
| 2011. október 27.    | London          | Anglia                | The O2 Arena                             |
| 2011. október 28.    | London          | Anglia                | The O2 Arena                             |
| 2011. október 30.    | Birmingham      | Anglia                | LG Arena                                 |
| 2011. október 31.    | London          | Anglia                | Wembley Arena                            |
| 2011. november 3.    | Newcastle       | Anglia                | Metro Radio Arena                        |
| 2011. november 5.    | Sheffield       | Anglia                | Motorpoint Arena Sheffield               |
| 2011. november 6.    | Manchester      | Anglia                | Manchester Evening News Arena            |
| 2011. november 9.    | Lisszabon       | Portugália            | Pavilhão Atlântico                       |
| Dél-Amerika          |                 |                       |                                          |
| 2011. november 15.   | Rio de Janeiro  | Brazília              | Praça da Apoteose                        |
| 2011. november 18.   | São Paulo       | Brazília              | Arena Anhembi                            |
| 2011. november 20.   | La Plata        | Argentína             | Estadio Ciudad de La Plata               |
| 2011. november 22.   | Santiago        | Chile                 | Estadio Nacional Julio Martínez Prádanos |
| 2011. november 24.   | Lima            | Peru                  | Estadio Monumental                       |
| 2011. november 26.   | Bogotá          | Kolumbia              | Simón Bolívar Park                       |
| Észak-Amerika        |                 |                       |                                          |
| 2011. december 1.    | Guadalajara     | Mexikó                | Estadio Tres de Marzo                    |
| 2011. december 3.    | Mexikóváros     | Mexikó                | Foro Sol                                 |
| 2011. december 6.    | Monterrey       | Mexikó                | Estadio Universitario                    |
| 2011. december 8.    | Santo Domingo   | Dominikai Köztársaság | Estadio Olímpico Félix Sánchez           |
| 2011. december 10.   | San Juan        | Puerto Rico           | José Miguel Agrelot Coliseum             |

## Jegyeladás
| Helyszín                             | Város        | Eladott jegy / Összes jegy | Bevétel    |
| ------------------------------------ | ------------ | -------------------------- | ---------- |
| Staples Center                       | Los Angeles  | 12,339 / 12,339 (100%)     | $1,581,707 |
| Rose Garden Arena                    | Portland     | 7,718 / 8,717 (89%)        | $513,297   |
| Philips Arena                        | Atlanta      | 13,014 / 13,495 (96%)      | $988,235   |
| Bridgestone Arena                    | Nashville    | 10,883 / 12,732 (85%)      | $575,699   |
| Amway Center                         | Orlando      | 11,215 / 12,953 (86%)      | $1,032,656 |
| Jacksonville Veterans Memorial Arena | Jacksonville | 6,001 / 6,441 (93%)        | $419,736   |
| Összesen                             | Összesen     | 61,170 / 66,677 (92%)      | $5,111,330 |

## Linkek
- Hivatalos weboldal
- BritneyJoy.hu - A magyar Britney Spears weblap

## Fordítás
- Ez a szócikk részben vagy egészben  a   Femme Fatale Tour című angol Wikipédia-szócikk fordításán alapul.  Az eredeti cikk szerkesztőit annak laptörténete sorolja fel. Ez a jelzés csupán a megfogalmazás eredetét és a szerzői jogokat jelzi, nem szolgál a cikkben szereplő információk forrásmegjelöléseként.